# Rafael Urbano
Rafael Urbano-García (Madrid, 1870-Madrid, 1924) fue un escritor, periodista, helenista, traductor, humorista y teósofo español, miembro de la generación del 98. 

## Biografía
Periodista en provincias desde muy joven, en 1895 se trasladó a Madrid tras conseguir un puesto en el Ministerio de Instrucción Pública. Hombre de una cultura excepcional, y además muy laborioso e inquieto, trabajó como periodista en Madrid en El Liberal y en Los Lunes de El Imparcial. Fue redactor igualmente de El Cantábrico de San Sebastián (1901), El Nervión y La Gaceta del Norte de Bilbao (1901), además de colaborar en El Globo (1903) y en Alrededor del Mundo (1903).
Escribió el Manual del perfecto enfermo (1911) y El diablo, su vida y su poder (1922); editó la Guia espiritual del místico barroco Miguel de Molinos (Barcelona, 1906). Tradujo incansablemente del francés, del inglés, del alemán y del italiano y, como helenista tradujo, prologó y anotó el Banquete, el Critón, el Eutifrón y la Apología de Sócrates de Platón (Madrid: Francisco Beltrán, 1925) y, con el pseudónimo de "José García Robles", según Gonzalo Sobejano, El crepúsculo de los ídolos de Nietzsche. Activo ateneísta y conferenciante, fue muy amigo de Ramón María del Valle-Inclán y se acercó ideológicamente al socialismo e incluso al anarquismo. Al final de su vida se interesó por la teosofía, escribió en Sophia y tradujo y escribió muchos libros ocultistas de esta tendencia que publicó en la colección "Biblioteca del más Allá". Urbano, que fue bibliotecario del Ateneo de Madrid, falleció el 27 de diciembre de 1924 en Madrid y fue enterrado en el cementerio de la Almudena.

## Obras
- Tristia seculae: soliloquios del alma, 1900.
- Historia del socialismo. Parte antigua: la conquista utópica, 1903.
- El sello de Salomón (un regalo de los dioses), 1907.
- Manual del perfecto enfermo (ensayo de mejora) (1911)
- El diablo, su vida y su poder, toda su historia y vicisitudes (1922)